# Jean Dujardin
Jean Edmond Dujardin (Rueil-Malmaison, 19 giugno 1972) è un attore e comico francese.
Nel 2012 vince l'Oscar al miglior attore grazie alla sua interpretazione in The Artist. Sempre per lo stesso film vince un Golden Globe, un Premio BAFTA, uno Screen Actors Guild e il Prix d'interprétation masculine al Festival di Cannes.

## Biografia
Raggiunge la popolarità nel 1996, partecipando al talent show francese Graines de star come parte del gruppo comico Nous C Nous, formato da membri del teatro Carré blanc. Dal 1999 al 2003 appare nella sitcom Un gars, une fille, per poi dedicarsi alla carriera cinematografica. Nel 2005 recita come protagonista nella commedia Brice de Nice, e partecipa alla colonna sonora del film Le Casse de Brice. L'anno successivo interpreta il personaggio di Hubert Bonisseur de La Bath, parodia degli agenti segreti stile James Bond, in Agente speciale 117 al servizio della Repubblica - Missione Cairo, ruolo grazie al quale ottiene una candidatura al premio César come miglior attore. 
Nel 2009 riprende il ruolo di Hubert Bonisseur de La Bath per il sequel di OSS 117, Agente speciale 117 al servizio della Repubblica - Missione Rio. Sempre nel 2009 interpreta il famoso cowboy dei fumetti Lucky Luke nell'omonimo film. A questi ruoli comici alterna anche ruoli drammatici come in Contre-enquête, 99 francs e Le Bruit des glaçons, quest'ultimo premiato a Venezia col premio Label Europa Cinemas. 
Nel maggio 2011 vince il premio per la miglior interpretazione maschile al 64º Festival di Cannes per la sua interpretazione in The Artist di Michel Hazanavicius e, sempre per questo ruolo, il 15 gennaio 2012 vince il Golden Globe per il miglior attore in un film commedia o musicale. Dopo il grande successo riscontrato in numerosi festival, il film ottiene 10 candidature ai premi Oscar 2012, tra cui quelle come miglior film, miglior regia e per Jean Dujardin quella di miglior attore protagonista. La candidatura si traduce in vittoria con l'Oscar al miglior attore protagonista. Dujardin è il primo francese nella storia ad aggiudicarsi la prestigiosa statuetta; è inoltre il quarto attore di madrelingua non inglese a vincere l'Oscar come miglior attore, dopo il tedesco Emil Jannings nel 1929, l'austriaco Maximilian Schell nel 1962 e l'italiano Roberto Benigni nel 1999. 
Nel 2015 è protagonista della pellicola French Connection, film ambientato negli anni '70 e ispirato a fatti realmente accaduti, che racconta la storia del magistrato Pierre Michel e della sua crociata per smantellare la più nota operazione di contrabbando di droga nella storia.

## Filmografia

### Attore

#### Cinema
- Ah! Se fossi ricco (Ah! Si j'étais riche), regia di Gérard Bitton e Michel Munz (2002)
- Tutte le ragazze sono pazze (Toutes les filles sont folles), regia di Pascale Pouzadoux (2002)
- Vendette di famiglia, regia di Franncis Palluau (2003)
- Cash Truck (Le Convoyeur), regia di Nicolas Boukhrief (2004)
- Les Dalton, regia di Philippe Haïm (2004)
- Brice de Nice, regia di James Huth (2005)
- Agente speciale 117 al servizio della Repubblica - Missione Cairo (OSS 117: Le Caire, nid d'espions), regia di Michel Hazanavicius (2006)
- Hellphone, regia di James Huth (2007)
- Contre-enquête, regia di Frank Mancuso (2007)
- 99 francs, regia di Jan Kounen (2007)
- Cash - Fate il vostro gioco (Ca$h), regia di Éric Besnard (2008)
- Un uomo e il suo cane (Un homme et son chien), regia di Francis Huster (2008)
- Lucky Luke, regia di James Huth (2009)
- Agente speciale 117 al servizio della Repubblica - Missione Rio (OSS 117: Rio ne répond plus), regia di Michel Hazanavicius (2009)
- Le Bruit des glaçons, regia di Bertrand Blier (2010)
- Tre destini, un solo amore (Un balcon sur la mer), regia di Nicole Garcia (2010)
- Piccole bugie tra amici (Les Petits Mouchoirs), regia di Guillaume Canet (2011)
- The Artist, regia di Michel Hazanavicius (2011)
- Gli infedeli (Les Infidèles), regia di Emmanuelle Bercot, Fred Cavayé, Alexandre Courtès, Jean Dujardin, Michel Hazanavicius, Éric Lartigau e Gilles Lellouche (2012)
- Möbius, regia di Éric Rochant (2013)
- The Wolf of Wall Street, regia di Martin Scorsese (2013)
- Monuments Men (The Monuments Men), regia di George Clooney (2014)
- French Connection (La French), regia di Cédric Jimenez (2014)
- Uno più una (Un + une), regia di Claude Lelouch (2015)
- Un amore all'altezza (Un homme à la hauteur), regia di Laurent Tirard (2016)
- Brice contro Brice (Brice 3), regia di James Huth (2016)
- Chacun sa vie, regia di Claude Lelouch (2017)
- Sahara, regia di Pierre Coré (2017) – voce
- I Feel Good, regia di Benoît Delépine e Gustave Kervern (2018)
- Il ritorno dell'eroe (Le retour du héros), regia di Laurent Tirard (2018)
- Grandi bugie tra amici (Nous finirons ensemble), regia di Guillaume Canet (2019)
- L'ufficiale e la spia (J'accuse), regia di Roman Polański (2019)
- Doppia pelle (Le Daim), regia di Quentin Dupieux (2019)
- Agente speciale 117 al servizio della Repubblica - Allarme rosso in Africa nera (OSS 117: Alerte rouge en Afrique noire), regia di Nicolas Bedos (2021)
- November - I cinque giorni dopo il Bataclan (Novembre), regia di Cédric Jimenez (2022)
- A passo d'uomo (Sur les chemins noirs), regia di Denis Imbert (2023)

#### Televisione
- Un gars, une fille – serie TV, 439 episodi (1999-2003)
- Palizzi – serie TV, episodio 1x11 (2008)
- Platane – serie TV, episodio 2x08 (2013)
- Le débarquement – serie TV, episodi 1x01-1x02 (2013)
- Chiami il mio agente! (Dix pour cent) – serie TV, episodi 3x01-3x06 (2018)
- Alphonse – serie TV, 6 episodi (2023)
- Zorro – serie TV (2024)

### Regista
- Palizzi – serie TV, 40 episodi (2008)
- Gli infedeli (Les Infidèles), con Emmanuelle Bercot, Fred Cavayé, Alexandre Courtès, Michel Hazanavicius, Éric Lartigau e Gilles Lellouche (2012)

## Teatro
- Two for the Seesaw, di William Gibson, regia di Bernard Murat. Théâtre Édouard-VII di Parigi (2006)

## Riconoscimenti
- Premio Oscar
  - 2012 – Miglior attore protagonista per The Artist

- Golden Globe
  - 2012 – Miglior attore in un film commedia o musicale per The Artist

- Australian Film Institute
  - 2012 – Miglior attore protagonista per The Artist

- British Academy Film Awards
  - 2012 – Miglior attore protagonista per The Artist

- Festival di Cannes
  - 2011 – Miglior interpretazione maschile per The Artist[3]

- Central Ohio Film Critics Association Awards
  - 2012 – Candidatura al miglior attore protagonista per The Artist

- Premio César
  - 2007 – Candidatura al migliore attore protagonista per Agente speciale 117 al servizio della Repubblica - Missione Cairo[2]
  - 2012 – Candidatura al migliore attore protagonista per The Artist
  - 2020 – Candidatura al migliore attore protagonista per L'ufficiale e la spia
  - 2023 – Candidatura al migliore attore protagonista per November - I cinque giorni dopo il Bataclan

- Chicago Film Critics Association
  - 2012 – Candidatura al miglior attore protagonista per The Artist

- Chlotrudis Award
  - 2012 – Candidatura al miglior attore per The Artist

- Critics' Choice Movie Award
  - 2012 – Candidatura al miglior attore protagonista per The Artist

- Dallas-Fort Worth Film Critics Association Awards
  - 2011 – Candidatura al miglior attore protagonista per The Artist

- Étoiles d'Or
  - 2012 – Miglior attore per The Artist

- European Film Awards
  - 2011 – Candidatura al miglior attore protagonista per The Artist
  - 2019 – Candidatura al miglior attore protagonista per L'ufficiale e la spia

- Ft. Lauderdale International Film Festival
  - 2011 – Miglior attore per The Artist

- Hollywood Film Festival
  - 2011 – Spotlight Award per The Artist

- Independent Spirit Awards
  - 2012 – Miglior attore protagonista per The Artist

- Las Vegas Film Critics Society Award
  - 2011 – Miglior attore protagonista per The Artist

- London Critics Circle Film Awards
  - 2012 – Attore dell'anno per The Artist

- Premio Lumière
  - 2012 – Candidatura al miglior attore protagonista per The Artist
  - 2020 – Candidatura al miglior attore protagonista per L'ufficiale e la spia

- National Society of Film Critics Award
  - 2012 – Candidatura al miglior attore protagonista per The Artist

- Online Film Critics Society Awards
  - 2012 – Candidatura al miglior attore protagonista per The Artist

- Phoenix Film Critics Society Awards
  - 2011 – Miglior attore protagonista per The Artist

- San Diego Film Critics Society Awards
  - 2011 – Candidatura al miglior attore protagonista per The Artist

- Screen Actors Guild Award
  - 2012 – Miglior attore protagonista per The Artist

- Vancouver Film Critics Circle
  - 2012 – Candidatura al miglior attore protagonista per The Artist

- Washington DC Area Film Critics Association Awards
  - 2011 – Candidatura al Miglior attore protagonista per The Artist

## Doppiatori italiani
Nelle versioni in italiano delle opere in cui ha recitato, Jean Dujardin è stato doppiato da: 
- Francesco Prando in Agente speciale 117 al servizio della Repubblica - Missione Cairo, Agente speciale 117 al servizio della Repubblica - Missione Rio, Tre destini, un solo amore, French Connection, Un amore all'altezza, Il ritorno dell'eroe, L'ufficiale e la spia, Doppia pelle, Agente speciale 117 al servizio della Repubblica - Allarme rosso in Africa nera, A passo d'uomo, Alphonse
- Marco Rasori in The Wolf of Wall Street, Monuments Men
- Christian Iansante in Cash Truck, Chiami il mio agente!
- Stefano Benassi ne Gli infedeli, Brice contro Brice
- Sandro Acerbo in Piccole bugie tra amici, Zorro
- Luca Ward in Cash - Fate il vostro gioco
- Massimo De Ambrosis in Un uomo e il suo cane
- Andrea Ward in Lucky Luke
- Sergio Lucchetti in Möbius
- Federico Talocci in Grandi bugie tra amici
- Massimiliano Virgilii in November - I cinque giorni dopo il Bataclan